# Archaea (classification phylogénétique)
Cette page a pour objet de présenter un arbre phylogénétique des Archaea (Archaebacteria, Archébactéries, Archées), c'est-à-dire un cladogramme mettant en lumière les relations de parenté existant entre leurs différents groupes (ou taxa), telles que les dernières analyses reconnues les proposent. Ce n'est qu'une possibilité, et les principaux débats qui subsistent au sein de la communauté scientifique sont brièvement présentés ci-dessous, avant la bibliographie.

## Arbre phylogénétique
Le cladogramme présenté ici ne possède qu'une valeur indicative. Il n'est pas forcément consensuel, et on peut toujours se référer à la bibliographie au bas de l'article.
Le symbole ▲ renvoie à la partie immédiatement supérieure de l'arbre phylogénétique du vivant. Le signe ► renvoie à la classification phylogénétique du groupe considéré. Tout nœud de l'arbre portant plus de deux branches montre une indétermination de la phylogénie interne du groupe considéré.
Les habitudes typographiques des botanistes et des zoologistes sont différentes. Ici, par commodité de lecture, et certains groupes actuels relevant des deux domaines traditionnels, les noms de taxons supérieurs au genre sont tous écrits en caractères droits, les noms de genres ou d'espèces en italiques.
À la suite d'un taxon, sa période d'apparition, quand elle est connue, peut être indiquée suivant la légende suivante :
(Plé) : Pléistocène ; (Pli) : Pliocène ; (Mio) : Miocène ; (Oli) : Oligocène ; (Éoc) : Éocène ; (Pal) : Paléocène ; (Cré) : Crétacé ; (Jur) : Jurassique ; (Tri) : Trias ; (Per) : Permien ; (Car) : Carbonifère ; (Dév) : Dévonien ; (Sil) : Silurien ; (Ord) : Ordovicien ; (Camb) : Cambrien ; (Edi) : Édiacarien. Pour plus de précision si possible, (-) : inférieur ; (~) : moyen ; (+) : supérieur.

```
▲

└─o 
Archaebacteria
 ou 
Archaea

  ├─o 
Thaumarchaeota

  │ ├─o 
Cenarchaeales

  │ ├─o 
Nitrosopumilales

  │ └─? 
Nitrosocaldales

  └─o
    ├─o
    │ ├─o 
Korarchaeota

    │ └─o 
Crenarchaeota
 ou 
Eocyta

    │   ├─o 
Thermoproteales

    │   │ ├─o 
Thermoproteaceae

    │   │ └─o 
Thermofilaceae

    │   └─o
    │     ├─o 
Sulfolobales

    │     └─o
    │       ├─? 
Fervidicoccales

    │       ├─o 
Acidilobales

    │       │ ├─o 
Caldisphaeraceae

    │       │ └─o 
Acidilobaceae

    │       └─o 
Desulfurococcales
 ou 
Igneococcales

    │         ├─o 
Desulfurococcaceae

    │         └─o 
Pyrodictiaceae

    └─o 
Euryarchaeota

      ├─? groupes "ARMAN"
      ├─o 
Nanoarchaeota

      ├─? 
Nanohaloarchaea

      └─o
        ├─o 
Thermococcales

        └─o
          ├─o
          │ ├─o 
Methanopyrales

          │ └─o
          │   ├─o 
Methanobacteriales

          │   │ ├─o 
Methanobacteriaceae

          │   │ └─o 
Methanothermaceae

          │   └─o 
Methanococcales

          │     ├─o 
Methanococcaceae

          │     └─o 
Methanocaldococcaceae

          └─o
            ├─o 
Thermoplasmatales
 ou 
Picrophilales

            │ ├─o 
Thermoplasmataceae

            │ └─o
            │   ├─o 
Picrophilaceae

            │   └─o 
Ferroplasmataceae

            └─o
              ├─o 
Archaeoglobales

              └─o
                ├─o 
Halobacteriales

                └─o 
Methanomicrobia

                  ├─o 
Methanosarcinales

                  │ ├─o 
Methanosarcinaceae

                  │ ├─o 
Methanosaetaceae

                  │ └─o 
Methermicoccaceae

                  ├─o 
Methanocellales

                  └─o 
Methanomicrobiales

                    ├─o 
Methanospirillaceae

                    ├─o 
Methanocorpusculaceae

                    └─o 
Methanomicrobiaceae
```

## Débat scientifique relatif à la phylogénie des Archaea
Si, aujourd'hui, malgré la grande distance séparant les deux principales divisions archéennes, la monophylie du groupe semble acquise (contre l'enracinement des Eucaryotes au sein des Éocytes), la question controversée est celle de l'origine des bactéries méthanogènes : caractère apparu une seule fois tardivement (cf. Gao et Gupta), ou bien une seule fois à la base des Euryarchées (et perdu dans certains groupes ensuite), ou bien à plusieurs reprises. La découverte de nouvelles Archées qui ont vraisemblablement divergé à la base de l'arbre, ou des « nanoorganismes acidophiles archéens de la mine de Richmond » (dits ARMAN), permet de mieux entrevoir la diversité du groupe, en attendant une vue satisfaisante sur sa phylogénie.

### Classification selon Gao et Gupta
Cet arbre a été établi en fonction de la présence de certaines protéines spécifiques dans les différents groupes.

## En savoir plus
: document utilisé comme source pour la rédaction de cet article.

### Sources bibliographiques de référence
- Miklós Csűrös et István Miklós : « Streamlining and Large Ancestral Genomes in Archaea Inferred with a Phylogenetic Birth-and-Death Model », Mol. Biol. Evol., vol. 26, n°9, 2009, pp.2087-2095
- Simonetta Gribaldo, Patrick Forterre et Céline Brochier-Armanet : « Les Archaea : évolution et diversité du troisième domaine du vivant », Bull. Soc. Fr. Microbiol., vol. 23, n°3, 2008, pp.137–145
- Beile Gao et Radhey S Gupta : « Phylogenomic analysis of proteins that are distinctive of Archaea and its main subgroups and the origin of methanogenesis », BMC Genomics, 8:86, 2007
- George M. Garrity, Timothy G. Lilburn, James R. Cole, Scott H. Harrison, Jean Euzéby et Brian J. Tindall : The Taxonomic Outline of Bacteria and Archaea (TOBA). Release 7.7, 2007, « Part 1 - The Archaea: Phyla Crenarchaeota and Euryarchaeota », pp.6-31
- Brett J. Baker, Gene W. Tyson, Richard I. Webb, Judith Flanagan, Philip Hugenholtz, Eric E. Allen et Jillian F. Banfield : « Lineages of Acidophilic Archaea Revealed by Community Genomic Analysis », Science, vol. 314, pp. 1933-1935, 2006
- Simonetta Gribaldo et Céline Brochier-Armanet : « The origin and evolution of Archaea: a state of the art », Phil. Trans. R. Soc. B, vol. 361, pp. 1007–1022, 2006
- Céline Brochier, Patrick Forterre et Simonetta Gribaldo : « An emerging phylogenetic core of Archaea: phylogenies of transcription and translation machineries converge following addition of new genome sequences », BMC Evolutionary Biology, 2005, 5:36
- George M. Garrity, Julia A. Bell et Timothy G. Lilburn : Taxonomic Outline of the Prokaryotes, Release 5.0 - Bergey's Manuel of Systematic Bacteriology, Second Edition, 2004, pp. 1-399
- Thomas Cavalier-Smith : « The neomuran origin of archaebacteria, the negibacterial root of the universal tree and bacterial megaclassification », International Journal of Systematic and Evolutionary Microbiology, vol. 52, pp. 7–76, 2002

### Autres sources bibliographiques
- Guillaume Lecointre et Hervé Le Guyader : Classification phylogénétique du vivant, Belin, 2001-2006³  (ISBN 2-7011-4273-3)

### Sources internet
- « Mikko's Phylogeny Archive »
- The Taxonomicon
- « Palaeos.org »(Archive.org • Wikiwix • Archive.is • Google • Que faire ?)
- « Micro*scope »(Archive.org • Wikiwix • Archive.is • Google • Que faire ?)
- NCBI Taxonomy Browser
- The Tree of Life Web Project